# Guilty Gear X
Guilty Gear X (ギルティギア ゼクス, Giruti Gia Zekusu, pronunciado "guilty gear zex"), subtitulado "By Your Side", é o segundo jogo completo da série Guilty Gear. Foi lançado em múltiplas versões:
- Guilty Gear X (ギルティギア ゼクス, Giruti Gia Zekusu)[1]
- Guilty Gear X Plus (ギルティギア ゼクスプラス, Giruti Gia Zekusu Purasu)[2]
- Guilty Gear X: Advance Edition (ギルティギア ゼクス アドバンスエディション, Giruti Gia Zekusu Adobansu Edishon)[3]
- Guilty Gear X ver 1.5

## História
O jogo tem sua história passada algumas semanas antes do primeiro jogo. Um novo Commander Gear foi descoberto pelo nome de "Dizzy". Preocupados com a possibilidade de uma segunda guerra mundial começar, um outro torneio "Holy Knights" foi iniciado. O indivíduo que capturasse e matasse tal Gear ganharia uma recompensa de 500 mil World Dollars.

## Desenvolvimento
A versão original do Dreamcast foi primeiramente lançado como uma edição limitada com um mini-CD especial. Este mini-CD veio em 3 variantes, dois contendo cada um artworks diferentes que podiam ser vistos no PC, e um terceiro trazendo as faixas de música especialmente selecionada do jogo. Todas as 3 versões do mini-CD são marcados como "Type-A", "Type-B", e "Type-C", e possuem artworks diferentes na face dos discos. Adicionalmente, a imagem encontrada no GD-ROM difere da imagem encontrada na edição regular do GD-ROM.

## Personagens
| - Sol Badguy - Ky Kiske - May - Baiken - Faust - Potemkin - Chipp Zanuff - Millia Rage - Zato-1 | - Jam Kuradoberi - Johnny - Anji Mito - Venom - Axl Low - Testament - Dizzy - Robo-Ky |

## Revisões

### X Plus
O X Plus é uma atualização do jogo que contém dois personagens extras e um modo de galeria. Ele foi lançado exclusivamente para o PS2 no Japão. A versão de PS2 lançada nos EUA e na Europa é uma simples "adaptação" da versão de Dreamcast antes lançada, e não possui o conteúdo da versão japonesa.
Novos personagens incluem Kliff Undersn e Justice. Cada personagem possui 3 diferentes versões: "Normal", "Extra" e "G.G.". Cada versão dá ao personagem uma lista diferente de golpes. As versões Extra e G.G. dos personagens podem ser desbloqueados para seleção após derrotar as respectivas versões no modo Survival. Em adição à estas 3 versões, versões "black" e "gold" dos personagens podem ser escolhidos independentemente para aumentar seus poderes. O modo "Story" também foi atualizado e um modo de código de passe foi implementado, tendo os códigos encontrados em Guilty Gear Petit 2 podendo ser utilizados.

### Advance Edition
Baseado na versão de arcade do jogo, o Advance Edition adiciona batalhas de tag, modos survival, de treinamento e de 3 contra 3. O mapeamento dos controles podem ser modificados para 3 ou 4 botões de ataque.
Esta edição inclui todos os personagens da versão do arcade, exceto por Robo-Ky. Apesar disto, a versão Extra de Ky Kiske usa a lista de golpes "beta" do Robo-Ky.
O modo de seleção de 3 personagens de uma vez, originado da edição X Plus, está também incluso nesta versão do jogo. As cores dos personagens também podem ser editadas para quaisquer outras cores mas as seleções "black" e "gold" não estão incluídos, como no X Plus.

### Ver 1.5
Uma conversão do jogo de arcade para a plataforma Atomiswave. Ele adiciona os golpes das versões caseiras do jogo e mais alguns elementos do Guilty Gear XX, com dificuldade reajustada. Os personagens Testament e Dizzy são inicialmente selecionáveis.
O jogo foi primeiramente revelado na exposição AOU2003.

### Petit
Uma versão portátil do jogo original para o Wonder Swan Color, com sprites dos personagens super deformados. Personagens selecionáveis incluem Sol Badguy, Ky Kiske, Millia Rage, May, Potemkin, Fanny, Jam Kuradoberi e GGMillia.

### Petit 2
O Petit 2 inclui as versões super deformadas de todos os personagens da versão do arcade, exceto por Baiken, Dizzy e Robo-Ky. Fanny também participa deste jogo. A versão GG dos personagens inclui-se em Millia, May, Sol e Ky. Versão "gold" dos personagens do X Plus também são disponíveis.
Os códigos-senha do Petit 2 podem ser usados no Guilty Gear X Plus para desbloquear conteúdos extra.

### Club/Raid of Arms
O Guilty Gear Club é um jogo online num site desenvolvido para o celular iMode. Ele inclui conteúdo baixável como toques musicais, vozes, quadrinhos, mini-jogos e o jogo de luta Raid of Arms.
Raid of Arms é um jogo de luta cujo desenvolvimento foi baseado na sub-série X de Guilty Gear. Personagens disponíveis incluem Sol Badguy, Ky Kiske, May, Baiken, Potemkin, Chipp Zanuff, Millia Rage, Zato-1, Axl Low, Baldhead, Kliff Undersn e ES-Watt.
A barra "Tension" foi renomeada para barra "Chaos".

## Recepção na mídia
Segue abaixo algumas revisões de sites de videogame famosos:
- IGN - 8.8/10
- GamePro - 4/5
- GameSpot - 7.9/10
- PSM Magazine - 8/10
- Electronic Gaming Monthly - 7.16/10
- Edge Magazine - 8/10
- GameSpy - 87%
- Game Rankings - 80%